# Hårgaberget
Hårgaberget är ett berg beläget ca 3,5 km nordnordost om Kilafors i Bollnäs kommun i Hälsingland. Berget reser sig 212 meter över havet och på dess platta topp finns flera plana berghällar formade av inlandsisen. 
Berget är en omtyckt utkiksplats.
På bergets topp står ett högt timrat utkikstorn.
Utsiktstornet håller till överkant av taket en höjd av ca 15 meter, golvnivån på övre "våningen" är ca 12 meter över marknivå. Tornet invigdes 1985, år 1997 byggdes tak på tornet. Under vinterhalvåret 2021 utfördes utbyte av räckena samt översyn av trappor.
Om berget finns en sägen som säger att djävulen en gång lockade upp några ungdomar dit och tvingade dem att dansa tills endast benpiporna fanns kvar. Det finns även en traditionell spelmanslåt kallad Hårgalåten kopplad till sägnen, vilken har blivit känd över resten av landet.
Vid foten till Hårgaberget i byn Hårga börjar den årliga sommarfestligheten Hälsingehambon.

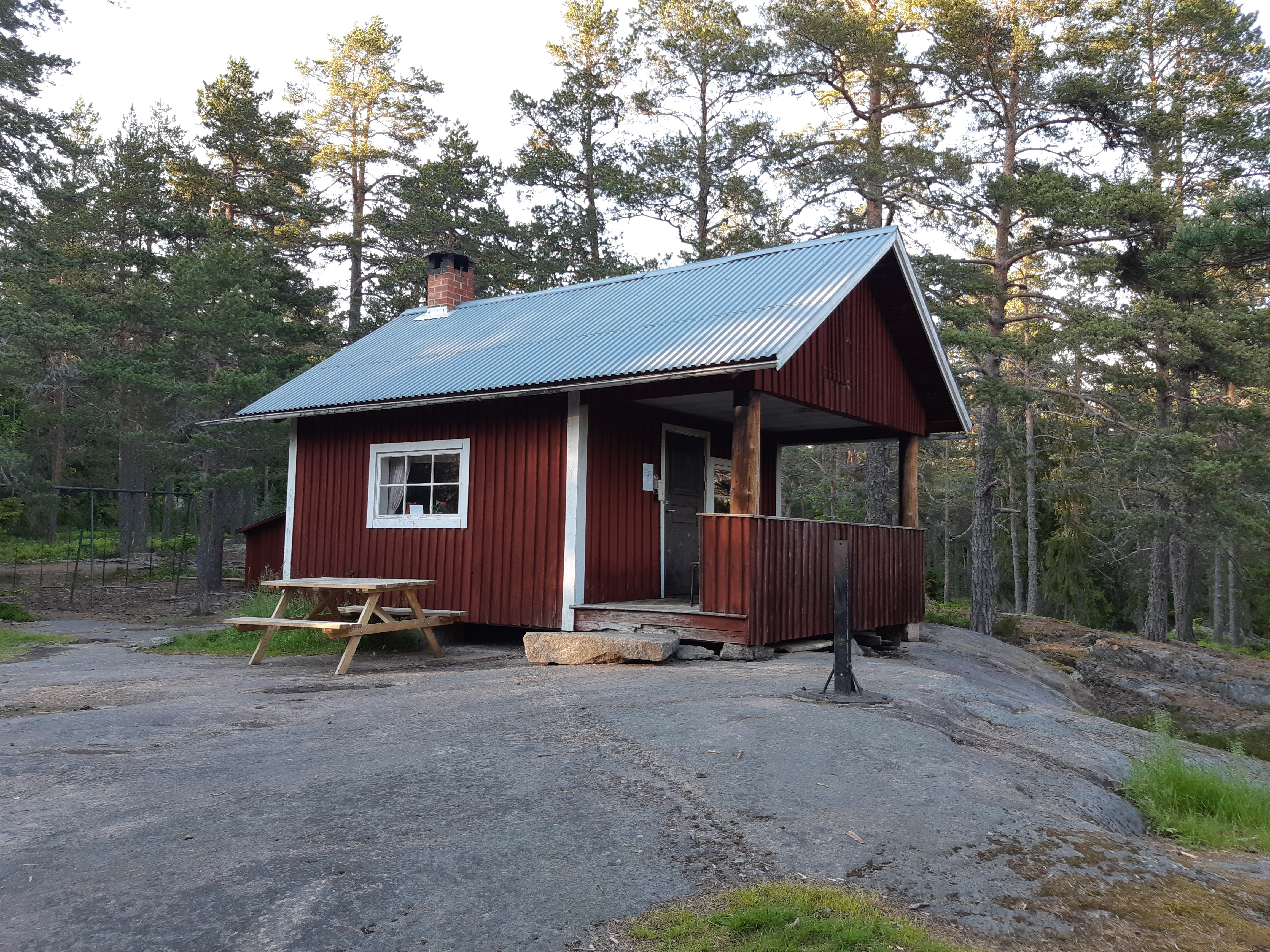
Toppstugan på Hårgaberget i Hanebo.